# Komoni
Komoni este un oraș în Comore, în  insula autonomă Anjouan. În 2012 avea o populație de 4376, iar la recensământul din 1991 avea 2287 locuitori.